# سندرم رایانه دیداری
سندرم رایانه دیداری (انگلیسی: Computer vision syndrome) وضعیتی است که در نتیجهٔ تمرکز چشم‌ها بر روی رایانه یا سایر دستگاه‌های نمایشگر برای دوره‌های زمانی طولانی و بدون وقفه که با ناتوانی جسم مژگانی چشم همراه است، شکل می‌گیرد.

## علائم
برخی از علائم سندرم رایانه دیداری عبارت هستند از سردرد، تاری دید، گردن درد، خستگی، خستگی چشم(به انگلیسی: Eye strain), خشکی چشم، چشم‌های تحریک‌شده، دوبینی، سرگیجه، گیجی و مشکل در تمرکز مجدد چشم‌ها است. این علائم در عین‌حال، می‌تواند توسط شرایط نوری نامناسب؛ به عنوان مثال، تابش خیره‌کننده به ویژه نور پس‌زمینه قوی با طیف آبی، نورهای روشن جانبی در بالای سر، حرکت جریان هوا در نزدیکی و از کنار چشم‌ها (کانال‌ها یا دریچه‌های تهویه مطبوع) تشدید شود.

## درمان
به آن دسته از افرادی که به واسطهٔ نوع ماهیت کاری به رایانه و نمایشگر وابسته هستند، اغلب توصیه می‌گردد که استراحت کنند و به اشیا دور نگاه کنند. روش استانداردی که به‌طور معمول توصیه می‌شود این است که هر از چند گاهی — به صورت آگاهانه — پلک بزنید (این عمل به پر شدن لایهٔ اشک کمک می‌کند). نگاه کردن به بیرون از پنجره و به سمت یک شی دور یا به آسمان نیز می‌تواند باعث استراحت جسم مژگانی گردد. یکی از تکنیک‌های جالب، «قانون ۲۰-۲۰-۲۰» است؛ بر طبق چنین دستورالعملی، هر ۲۰ دقیقه، چشم‌ها را به مدت ۲۰ ثانیه بر روی یک جسم در فاصلهٔ ۲۰ فوت (معادل ۶ متر) متمرکز نمایید.